# Stefan Halski
Stefan Tadeusz Halski (ur. 19 listopada 1893 w Żywcu, zm. wiosną 1940 w Charkowie) – kapitan administracji (piechoty) Wojska Polskiego, ofiara zbrodni katyńskiej.

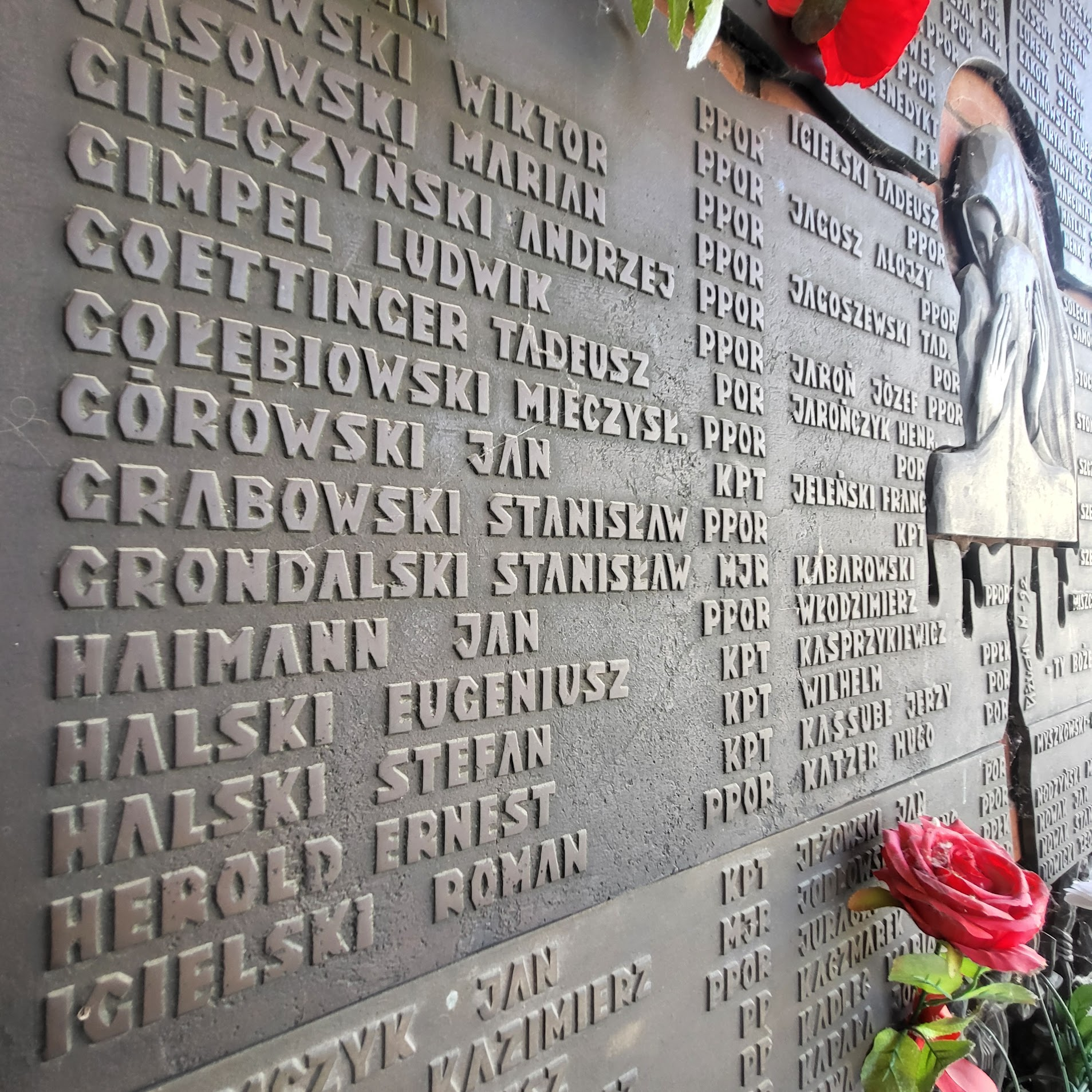
Bracia Halscy upamiętnieni na tablicy na kościele św. Kazimierza w Nowym Sączu.

## Życiorys
Urodził się w rodzinie Zygmunta i Michaliny z Bośniackich. Pochodził z Żywiecczyzny. Był bratem bliźniakiem Eugeniusza (1893–1940) oraz bratem Zdzisława Tadeusza (1897–1975), kawalera Orderu Virtuti Militari i Zygmunta. Zamieszkiwał w Nowym Sączu, gdzie ukończył Gimnazjum nr 2, po czym zdał maturę w Seminarium Nauczycielskim w Starym Sączu w 1912. W tym czasie działał w Związku Strzeleckim.
Po wybuchu I wojny światowej został wcielony do cesarsko-królewskiej Obrony Krajowej. Razem z braćmi Eugeniuszem i Zdzisławem walczył w szeregach 32 pułku piechoty OK. Na stopień chorążego rezerwy został mianowany ze starszeństwem z 1 maja 1915. Został wzięty do niewoli rosyjskiej i przebywał w niej od sierpnia 1916 do września 1918. Po odzyskaniu wolności działał w Polskiej Organizacji Wojskowej, był zaangażowany w formowanie polskich wojsk na terenie Spiszu i Orawy.
Po odzyskaniu przez Polskę niepodległości został przyjęty do Wojska Polskiego dekretem z 3 kwietnia 1919 z zatwierdzeniem posiadanego stopnia chorążego. Otrzymał przydział z dniem 1 listopada 1918 do 20 pułku piechoty. Służył w 1 pułku strzelców podhalańskich i 2 pułku strzelców podhalańskich, później był w sztabie 1 Brygady Górskiej. Uczestniczył w wojnie polsko-bolszewickiej w funkcji adiutanta batalionu 2 pułku strzelców podhalańskich. Został mianowany do stopnia podporucznika w 1919.
W latach 1921–1926 pełnił służbę w Powiatowej Komendzie Uzupełnień Jasło z siedzibą w Sanoku oraz w sztabie Dowództwa Okręgu Korpusu nr X w Przemyślu, pozostając oficerem nadetatowym 2 pułku strzelców podhalańskich. 3 maja 1922 został zweryfikowany w stopniu kapitana ze starszeństwem z dniem 1 czerwca 1919 i 1660. lokatą w korpusie oficerów piechoty. Jako oficer instrukcyjny przy PKU pełnił równocześnie obowiązki komendanta Oddziału Związku Strzeleckiego w Sanoku, który latem 1922 roku liczył 30 czynnych członków i zakończył szkolenie rekruckie, a ochotnicy po ukończeniu szkolenia podstawowego mieli prawo zgłoszenia na kurs podoficerski. 10 listopada 1923 przydzielony został do macierzystego 2 psp w Sanoku. W 1926 został dowódcą 3 kompanii ckm w 62 pułku piechoty w Bydgoszczy. 31 marca 1930 roku został przeniesiony do Korpusu Ochrony Pogranicza. Początkowo pełnił służbę na stanowisku dowódcy kompanii granicznej KOP „Dubrowa”, a później kwatermistrza batalionu KOP „Krasne” w Krasnem nad Uszą. Od 1935 służył w 42 pułku piechoty w Białymstoku, najpierw objął funkcję oficera materiałowego, następnie komendanta Obwodu Przysposobienia Wojskowego i Wychowania Fizycznego, później stanowisko oficera mobilizacyjnego. W międzyczasie został przeniesiony do korpusu oficerów administracji, grupa administracyjna.
Po wybuchu II wojny światowej w toku ewakuacji został przeniesiony do Białegostoku do Ośrodka Zapasowego 18 Dywizji Piechoty. Podczas kampanii wrześniowej brał udział w obronie Twierdzy Brzeskiej w Brześciu. Po agresji ZSRR na Polskę został aresztowany przez Sowietów i przewieziony do obozu w Starobielsku. Wiosną 1940 został zamordowany przez funkcjonariuszy NKWD w Charkowie i pogrzebany potajemnie w bezimiennej mogile zbiorowej w Piatichatkach, gdzie od 17 czerwca 2000 mieści się oficjalnie Cmentarz Ofiar Totalitaryzmu w Charkowie. Figuruje na Liście Starobielskiej NKWD, pod poz. 797.
Był żonaty z Janiną (z domu Stryszowska). Jego brat bliźniak Eugeniusz także był jeńcem obozu w Starobielsku i również został zamordowany w Charkowie.

## Ordery i odznaczenia
- Medal Niepodległości – 2 sierpnia 1931 „za pracę w dziele odzyskania niepodległości”[18][11][19]
- Srebrny Krzyż Zasługi[14][20]
- Medal Pamiątkowy za Wojnę 1918–1921
- Medal Dziesięciolecia Odzyskanej Niepodległości
- Srebrny Medal Waleczności 2 klasy[2]

## Upamiętnienie
- Eugeniusz i Stefan Halscy są jednymi z upamiętnionych na tablicy odsłoniętej 16 maja 1992 w kościele św. Kazimierza w Nowym Sączu, upamiętniającej synów ziemi sądeckiej zamordowanych w ramach zbrodni katyńskiej w 1940[21].
- 5 października 2007 minister obrony narodowej Aleksander Szczygło mianował go pośmiertnie na stopień majora[22][23][24]. Awans został ogłoszony 9 listopada 2007 w Warszawie, w trakcie uroczystości „Katyń Pamiętamy – Uczcijmy Pamięć Bohaterów”[25][26][27].
- 18 kwietnia 2009, w ramach akcji „Katyń... pamiętamy” / „Katyń... Ocalić od zapomnienia”, w rodzinnym Żywcu został zasadzony Dąb Pamięci honorujący Stefana Halskiego.
- 23 kwietnia 2010 w Zespole Szkół Zawodowych w Starym Sączu im. Władysława Orkana została odsłonięta tablica upamiętniająca 23 absolwentów Seminarium Nauczycielskiego, którzy byli ofiarami zbrodni katyńskiej; jednym z uhonorowanych został Stefan Halski[28][29][30][31][32].